# Numbers
Numbers是一款由苹果公司开发的電子試算表应用程序，作为办公软件套装iWork的一部分，与Keynote和Pages捆绑出售。Numbers 1.0于2007年8月7日发布，可于苹果电脑Mac OS X v10.4（Tiger）及之后的操作系统上运行。2010年1月27日，Numbers推出了iPad版本，随后又支持了iPhone与iPod touch。
Numbers的主要竞争对手是Microsoft Excel，但是它兼容Excel的文件格式。在推介的新闻发布会上，苹果CEO史蒂夫·乔布斯展示了它的一些特色功能，更友好的界面和更易懂的排版方式。2013年10月22日发布了完全重新设计改造的新版本。

## 主要特点
- “表单排版”方式：表单位于一个画板上，可以相对独立于其他表格、图表和图片，这样可以更轻松的在一个表单安放排版不同的表格
- 表格中心的工作方式，容易通过表头和总结创建表单
- 下拉式、选项框、拖拉式单元格
- 从边栏拖放函数到单元格中
- 打印预览模式下，可以进行函数编辑、实时缩放、自由移动表格以适应页面
- XML原生文件格式，使用文件捆绑来实现媒体和关联文件
- 可以导出到Microsoft Excel，但会缺少某些Excel功能，包括Pivot table和Visual Basic for Applications

## 版本历史
| 版本号 | 发布日期       | 更改                                                     |
| ------ | -------------- | -------------------------------------------------------- |
| 1.0    | 2007年8月7日   | 首发，作為新iWork 07軟件包的一部分發布                   |
| 2.0    | 2009年1月6日   | 功能性和兼容性上增强，作為新iWork 09軟件包的一部分發布   |
| 3.0    | 2013年10月22日 | 完全重新设计改造。                                       |
| 5.1    | 2018年6月14日  | 使用Latex或MathML記號加入數學方程式。改進CSV和文字輸入。 |